# 19919 Погорєлов
19919 Погорєлов (19919 Pogorelov) — астероїд у головному поясі астероїдів, відкритий 8 жовтня 1977 р.

## Опис
19919 Погорєлов — астероїд у головному поясі астероїдів. Був виявлений 8 жовтня 1977 р. у Кримській астрофізичній обсерваторії Людмилою Черних. Має орбіту, що характеризується великою піввіссю 2.67 а.о., ексцентриситетом 0.19 і нахилом 13.04° щодо екліптики.
Міжнародний астрономічний союз назвав цей астероїд на честь відомого математика, геометра Погорєлова Олексія Васильовича за поданням директора Інституту астрономії ХНУ імені В. Н. Каразина члена-кореспондента НАН України Шкуратова Ю. Г. і завідувача відділу Фізики астероїдів і комет доктора фіз.-мат. наук Лупішко Д. Ф.

## Доповнення

### Пов'язані статті
- Список астероїдів (19901-20000)
- Пояс астероїдів